# Warszawa (Samostrzałów)
Warszawa – część wsi Samostrzałów w Polsce, położona w województwie świętokrzyskim, w powiecie pińczowskim, w gminie Kije.
W latach 1975–1998 Warszawa administracyjnie należała do województwa kieleckiego.